# سلیمان‌تپه (ایلام)
سلیمان‌تپه یا زیرزیر تپه از دوره ایلامیان و امروزه درون مرز عراق قرار گرفته است. مدیر کل ادارهٔ عتیقات ایران، آندره گدار این تپهٔ باستانی را در تاریخ ۲۴ شهریور ۱۳۱۰ با شمارهٔ ثبت ۱ به‌عنوان نخستین اثر ملی ایران به ثبت رساند، و وزارت معارف و اوقاف و صنایع مستظرفه این ثبت را در تاریخ ۸ بهمن ۱۳۱۳ تأیید کرد. در این سند سلیمان‌تپه در کنار رودخانهٔ طورسَک پشت‌کوه لرستان ثبت شده‌است. این اثر باستانی به عقیدهٔ ژاک دو مورگان از دورهٔ ایلامیان است. گُدارِ خوش، نام دیگر رودخانهٔ طورسک است. این رود در خط مرزی دو دهستان بولی و هجداندشت از میان رشته‌کوه سرازیر و در بالای قلعهٔ زیرزیر تپه چند شاخه می‌شود، که پرآب‌ترین شاخهٔ آن طورسَک نام دارد. این منطقه جزو نواحی محروم کشور محسوب شده است.
سلیمان‌تپه، تل بکسایه و سبعات خزیر در سال ۱۳۱۰ هجری شمسی در فهرست آثار ملی ثبت شدند، اما در سال‌های بعد، با تغییر مرز ایران و عراق، از استان ایلام جدا شده و هم‌اکنون جزو محدوده خاک کشور عراق قرار گرفته‌اند.ژاک دو مورگان در کتابش هر سه این آثار را متعلق به تمدن ایلام می‌داند اما کارشناس ایرانی ثبت کننده این اثر عقیده داشته‌است که سبعات خزیر برخلاف دو اثر دیگر ایلامی نیست بلکه به تمدن گابالو (به انگلیسی: Gambulu) تعلق دارد. این آثار به هنگام ثبت واقع در استان ایلام (پشتکوه) در ایران قلمداد شده‌اند ولی هم‌اکنون در ایران قابل شناسایی نیستند و به دلایل نامعلومی درون کشور عراق قرار گرفته‌اند. این نقاط که بسیار نزدیک به مرز دو کشور بوده‌اند احتمال دارد با علامت‌گذاری مجدد مرز زمینی به‌دنبال عهدنامه ۱۹۷۵ الجزایر یا اجرا نشدن کامل قطعنامه ۵۹۸ شورای امنیت در مورد تعیین مرزها، از محدوده خاک ایران خارج شده باشند. برخی باستان‌شناسان مدعی‌اند در میان این آثار محل تقریبی سلیمان‌تپه را روی نقشه پیدا کرده‌اند ولی این مکان پوشیده از مین است و هیچ باستان‌شناسی جرات نزدیک شدن بدان را ندارد.
به گزارش ژورنال انجمن جغرافیایی پادشاهی لندن به سال ۱۸۴۶، در میان بدره و مندلی رود آب تورسک جریان دارد. در کنارهٔ رود طورسک برآمدگیهایی کوچک و ویرانه‌هایی بود که نام این رود از آن‌ها گرفته شده‌بود.
ترساق همچنین منطقه‌ای در استان دیاله بین زرباطیه و مندلی است. در همین گستره شهری به نام تورساق و رودخانه‌ای به نام تُرساق (رود گوار خوش) وجود دارد.
آلبرت اومستد اظهار نموده‌است که زیرزیر تپه محل دورایلو (به انگلیسی: Dur ilu) باستانی است.

## در همین زمینه
- فهرست آثار ملی ایران
- Encyclopaedia Biblica 1903, I4: Zirzir-tepe